# Mallotus philippensis

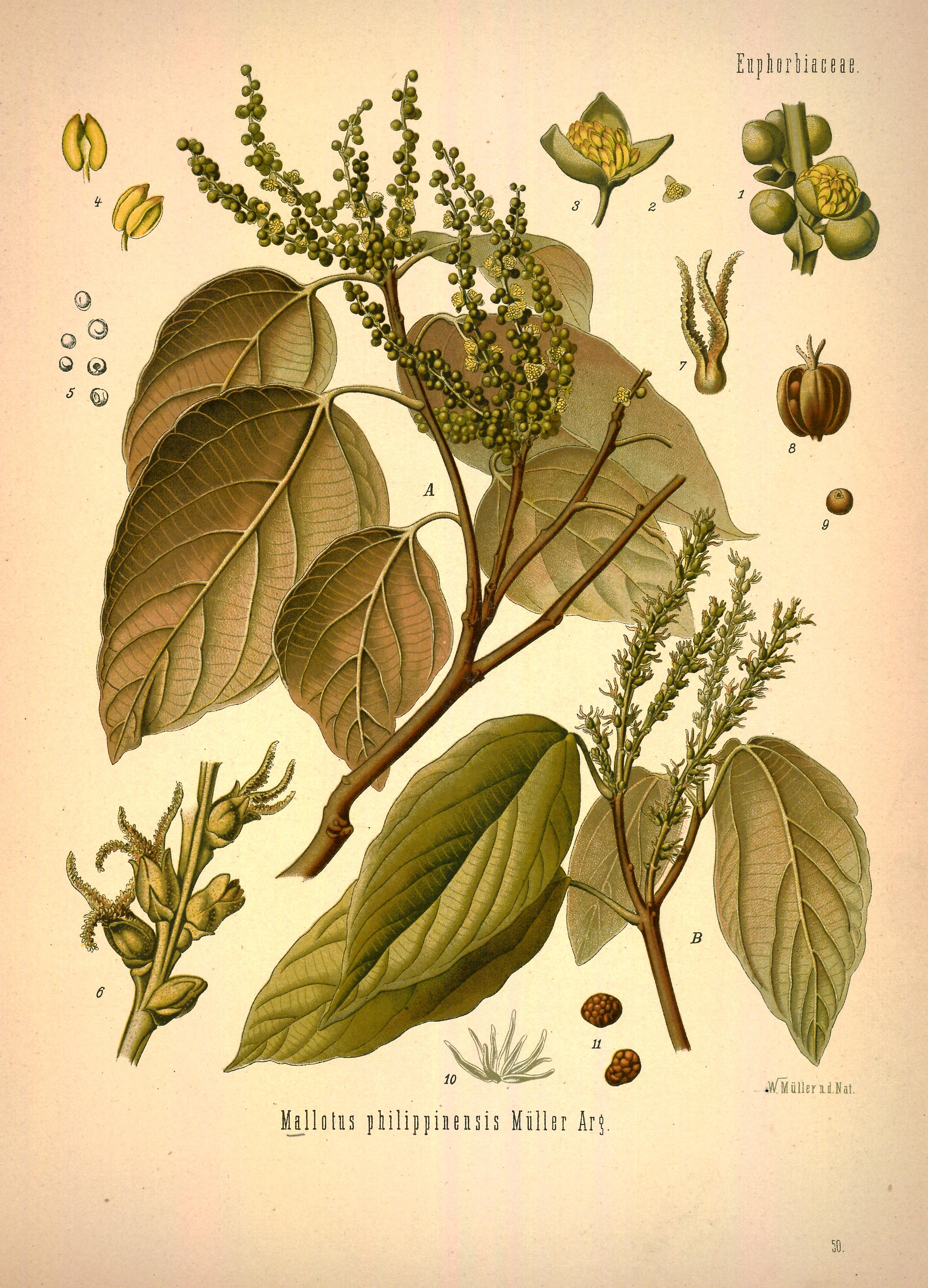
Illustration

Mallotus philippensis oder der Kamalabaum, ist eine Pflanzenart aus der Familie der Wolfsmilchgewächse (Euphorbiaceae). Bestandteile der Pflanze werden traditionell als Arzneimittel verwendet.

## Beschreibung

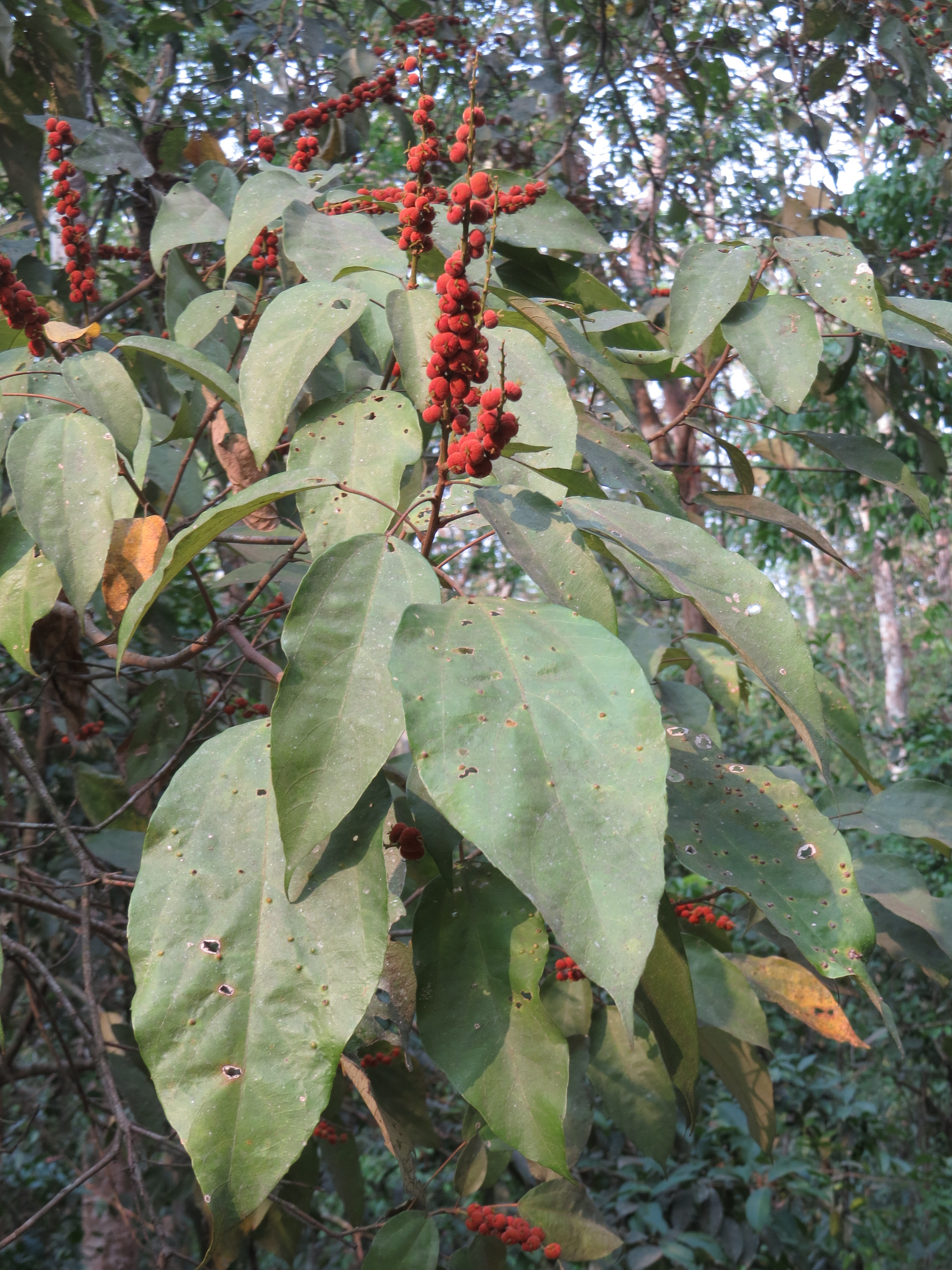
Blätter und Fruchtstände

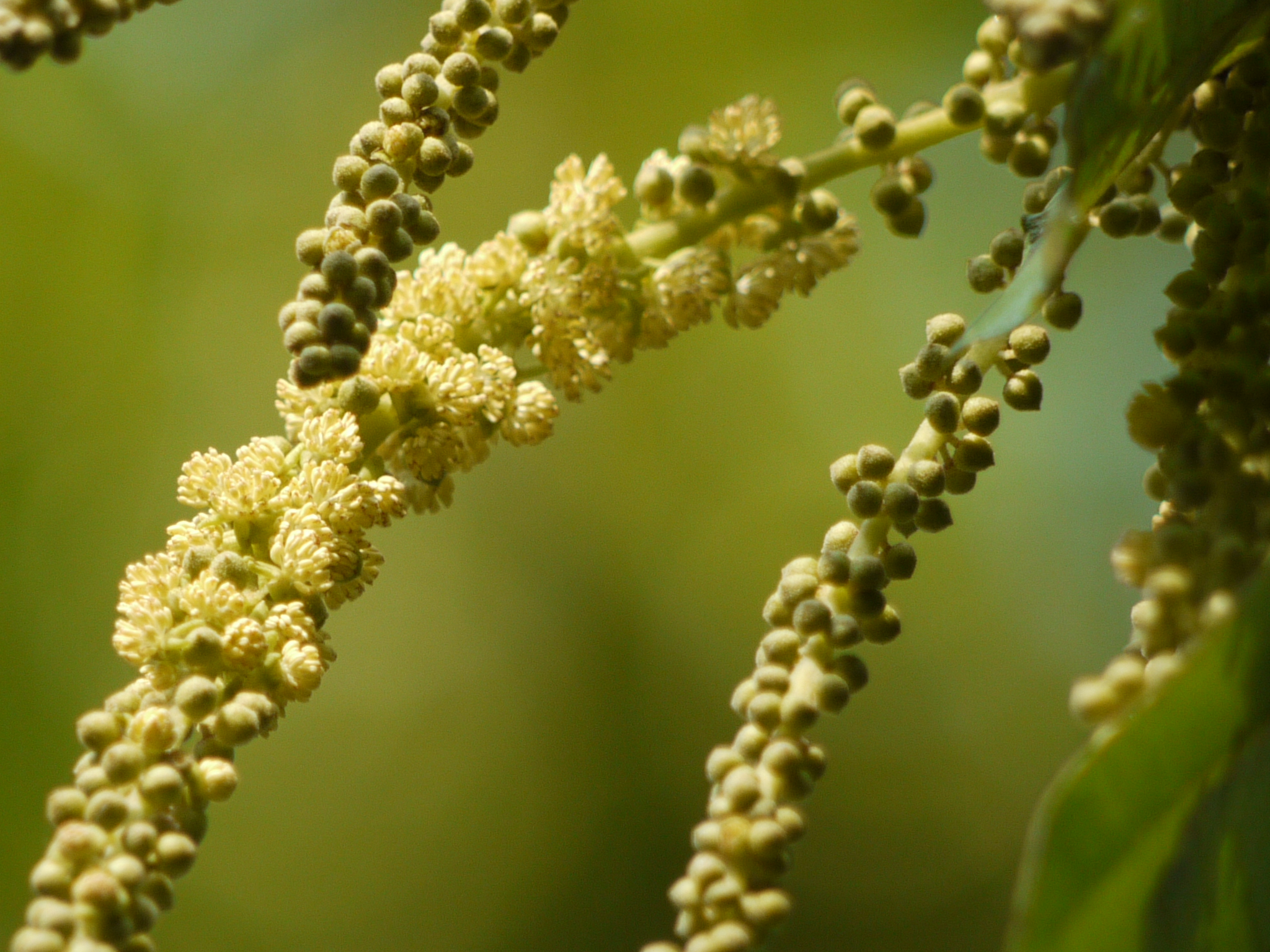
Männliche Blütenstände

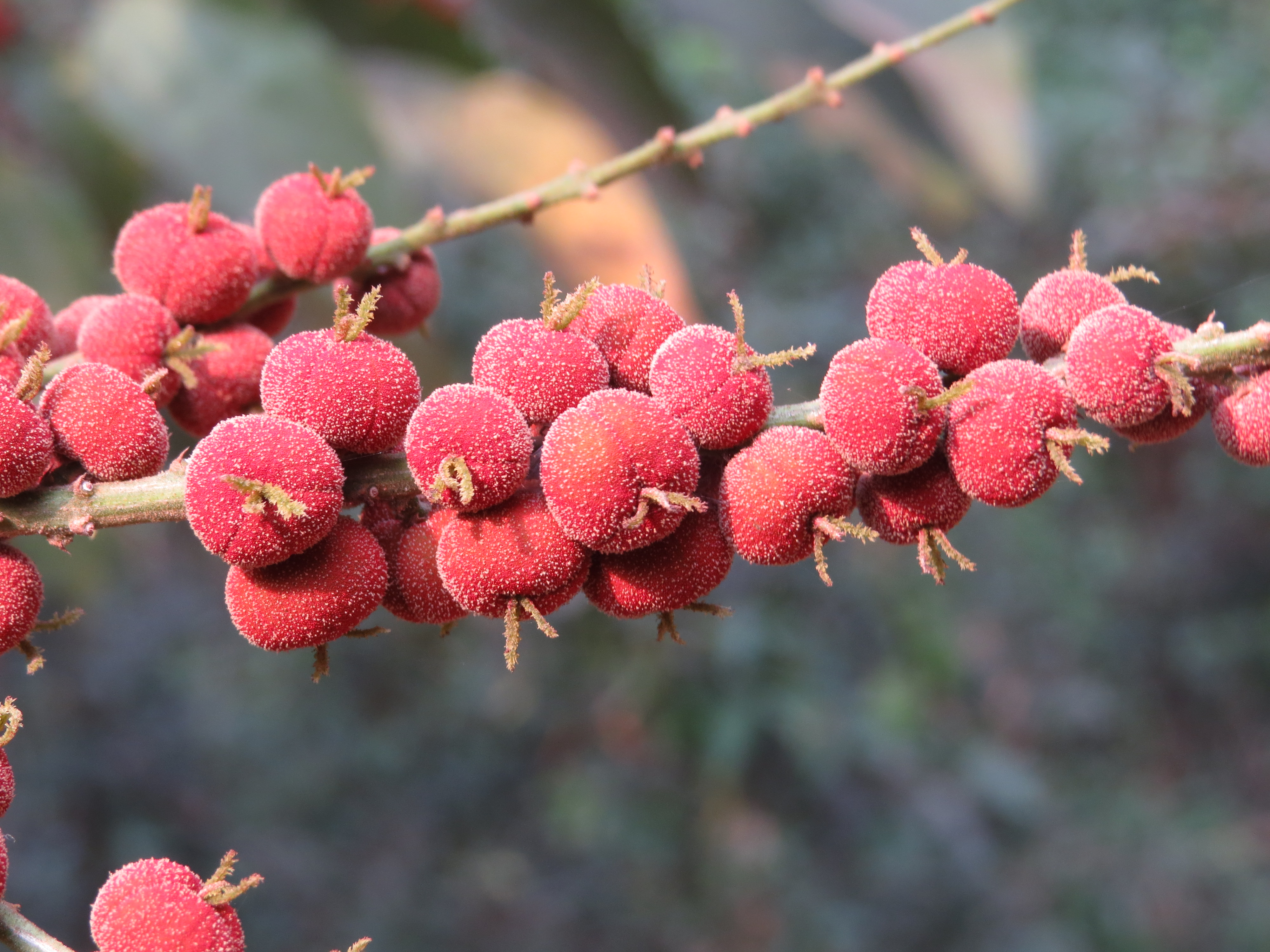
Fruchtstand

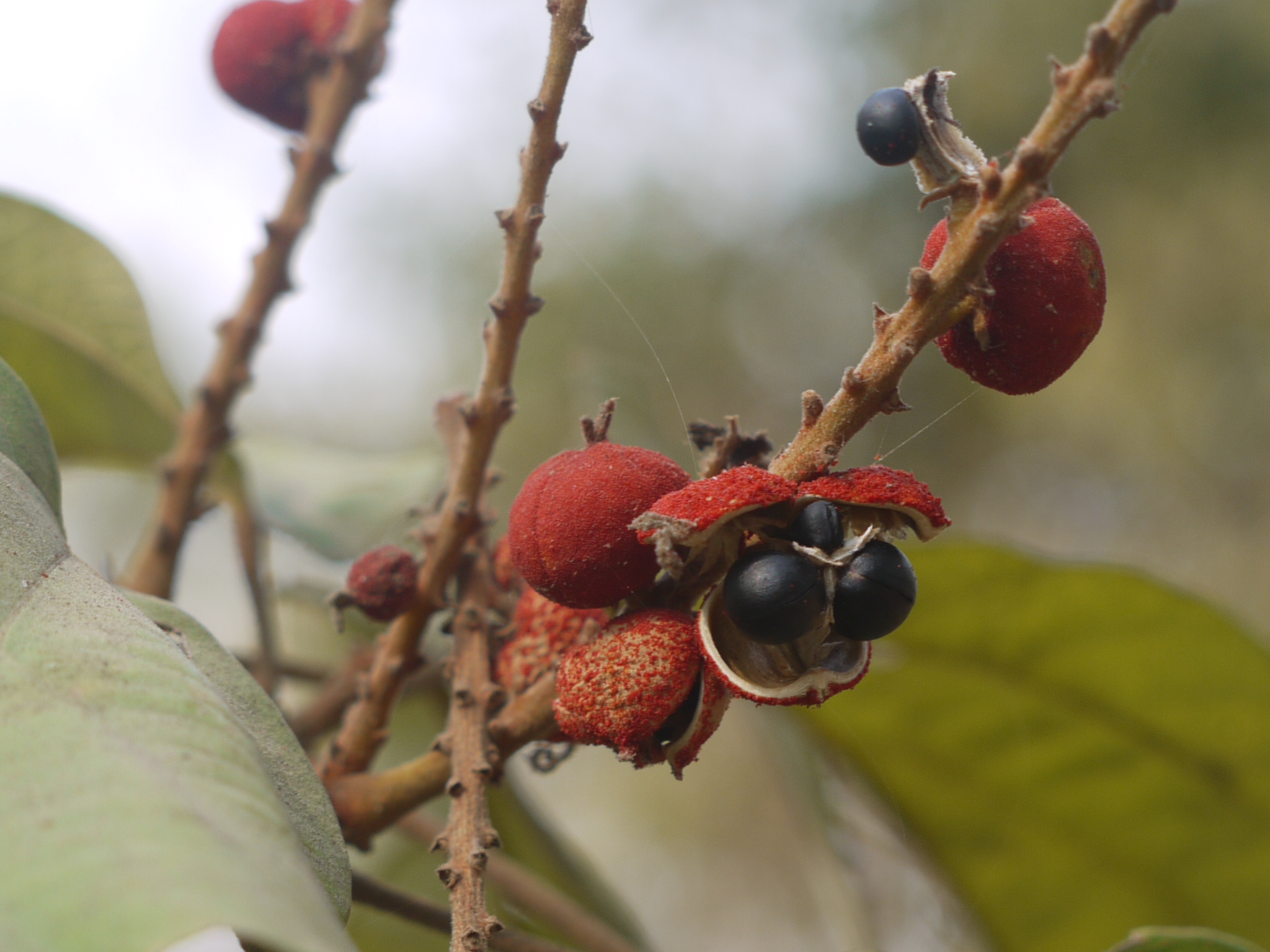
Geöffnete Frucht und Samen

Der langsamwüchsige, immergrüne Kamalabaum erreicht eine Wuchshöhe von bis zu 25 m bei einem Stammdurchmesser von bis zu 50 cm, kann jedoch abhängig vom Standort auch als Strauch vorkommen. Das Wachstum ist eher langsam mit einem Zuwachs von 0,65 cm im Umfang pro Jahr. Der Stamm ist an der Basis öfters geriffelt. Die Borke ist gräulich-braun und im Alter dick, rau und furchig.
Die einfachen, wechselständigen und leicht ledrigen und gestielten Laubblätter sind eiförmig bis -lanzettlich oder seltener verkehrt-eiförmig, mit einer Länge von bis zu 16–17 cm und einer Breite von bis 7–8 cm. Der fein rostig behaarte Blattstiel ist bis 4–5 Zentimeter lang. Die meist ganzrandigen und zugespitzten bis spitzen oder bespitzten Blätter sind oberseits dunkelgrün, kahl und auf der fahlgrünen Unterseite fein behaart und mit roten Drüsen besetzt. Die Nervatur ist dreizählig.
Der Kamalabaum ist zweihäusig diözisch, d. h. mit männlichen und weiblichen Blüten getrennt vorkommend auf verschiedenen Individuen.
Es werden end- oder achselständig und traubig-rispige, bis zu 6–10 cm lange, fein weißlich bis rostig behaarte (Teil-)Blütenstände mit dicker Rhachis gebildet. Die sehr kleinen, kurz gestielten und gelb-grünen, eingeschlechtlichen Blüten besitzen eine einfache Blütenhülle, die Petalen fehlen. Es sind jeweils 3–4(5) feinhaarige und drüsige Sepalen vorhanden, die Blüten stehen jeweils einzeln oder in kleinen Gruppen an einem kleinen Tragblatt.
Die weiblichen Blüten besitzen einen oberständigen, behaarten und rötlich-drüsigen Fruchtknoten mit 3–4 federigen Narbenästen. Die zahlreichen, etwas kleineren männlichen Blüten mit vielen (bis 20) Staubblättern haben einen Durchmesser von etwa 3 mm.
Die Frucht wächst als 6–10 mm große, dreiteilige und rötliche, feinhaarige, -granulöse Kapsel mit beständigen Narbenresten, welche an der Außenseite dicht mit orangen bis roten Drüsenkörnern besetzt ist. Jede der drei Kammern enthält einen bis 4–5 mm großen, schwärzlichen und glatten, etwa rundlichen Samen. Die frisch geernteten Samen sind keimfähig.
Die Chromosomenzahl beträgt 2n = 22.

## Verbreitung
Das natürliche Verbreitungsgebiet des Kamalabaums erstreckt sich vom Himalaya-Gebirge über China und Indien bis nach Australien. Besonders in Immergrünen- und Sekundärwäldern bis auf 1600 Höhenmeter ist diese Art anzutreffen. Der Kamalabaum ist relativ anspruchslos an seine Umgebung. Optimales Wachstum wird bei Tagestemperaturen zwischen 25 und 34 °C und jährlichen Regenfällen von 1000 bis 2500 mm erzielt. Ältere Exemplare können jedoch auch Temperaturen bis −2 °C und Niederschläge zwischen 600 und 5000 mm überstehen. Ebenso kann er auf eher unfruchtbaren, sauren oder steinigen Böden wachsen.
Der Kamalabaum verträgt sowohl volle Sonnenexposition als auch Schatten und ist häufig im Unterholz aufzufinden.

## Inhaltsstoffe
Die rötlichen Drüsenhaare der Früchte sind reich an phenolischen Komponenten, welche bis zu 80 % aus den Phloroglucinderivaten Rottlerin sowie Isorottlerin zusammengesetzt sind.
Die Samen enthalten Cardenolide.

## Verwendung
Der Kamalabaum findet häufig Anwendung in der ayurvedischen Medizin und verschiedene Teile der Pflanze werden zur Behandlung von Hautproblemen, Bronchitis, Krebs, Diabetes mellitus und Infektionen eingesetzt. Nachgewiesen ist die anthelminische Wirkung der Früchte, bzw. deren Drüsenkörner (Droge: Kamala, Glandulae Rottlerae). Dazu werden die Drüsenkörner durch Sieben gewonnen und oral verabreicht. Kamala besitzt ebenso eine abführende Wirkung und verursacht in größeren Dosen Gastro-Enteritiden, Diarrhoen und Erbrechen.
Tanninreiche Teile der Pflanze wie die Früchte, Rinde oder Wurzel werden auch zum Färben von Seide und Wolle verwendet.
Aus den Samen kann ein Tungöl ähnliches, trocknendes Öl erhalten werden.
Das mittelschwere, recht harte Holz kann für einige Anwendungen genutzt werden.